# スペースX CRS-9
SpX-9としても知られるスペースX CRS-9は、2016年7月18日 20:43 UTCに打ち上げられた国際宇宙ステーションへの商業補給サービスミッション。このミッションは、NASAとの契約のもとにドラゴンカプセルを用いてスペースXによって運用された。
この貨物機はスペースXのファルコン9フライト27に搭載されて成功裡に打ち上げられた。

## 打ち上げと運用の履歴
2014年7月のNASAの飛行計画統合パネル（FPIP）ではこのミッションは2015年12月7日以前に予定されていた。2014年12月には、打ち上げは2015年12月9日に延期された。2015年6月28日のスペースX CRS-7の失敗の後、打ち上げ日は未定となっていたが、2015年9月に2016年3月21日に変更された。その後、有人ミッションのソユーズMS-01が6月24日の飛行枠をとったため、6月24日、6月27日、7月16日と延期され、最終的に2016年7月18日延期された。
CRS-9は、ファルコン9打ち上げ機に搭載されて、ケープカナベラル空軍基地第40発射施設（SLC-40）から2016年7月18日 04:44 UTCに打ち上げられた。打ち上げの9分37秒後にドラゴン宇宙船はロケットからの分離に成功し、その2分後に太陽電池パネルを展開した。2時間後に航法誘導制御ドアが開き、軌道上での運用が可能となった。
軌道上での一連の機動と、異なる待機点での静止を経て、CRS-9のドラゴンは2016年7月20日の10:56 UTCにISSのカナダアーム2によって捕捉された。ロボットアームの操作の後、約3時間後の14:03 UTCに係留された。
回収の準備として、ドラゴンカプセルには1,550 kg (3,420 lb)の実験機材と不要になった危機が積み込まれ、2016年8月25日 21:00 UTCに係留を解除され、ポートから離れた夜間駐機位置にとどめられた。ドラゴンは翌日の10:11 UTCにカナダアーム2からリリースされた。ステーションから離れる機動の後に、ドラゴンは14:56 UTCに再突入燃焼の指令を受け、バハ・カリフォルニアの南西約525 km (326 mi)の太平洋上に無事着水した。

## 一次ペイロード
NASAはスペースXとCRS-9ミッションの契約を結んでおり、これに従って一次ペイロードであるドラゴン宇宙カプセルの軌道パラメーターを決定した。
CRS-9は2,257 kg (4,976 lb)の貨物を国際宇宙ステーションに運んだ。与圧された貨物の中には、約250の科学・研究実験をサポートする930 kg (2,050 lb)の資機材、370 kg (820 lb)のクルー補給品、280 kg (620 lb)の宇宙船ハードウェア、127 kg (280 lb)の船外活動装備、1 kg (2.2 lb)のコンピューター資材、54 kg (119 lb)のロシアのハードウェアが含まれていた。また、ドラゴンのトランクに搭載された非与圧貨物である国際ドッキングアダプタ-2の質量は467 kg (1,030 lb)だった。
CRS-9 によって ISS に運ばれた重要な実験の一部としては、軌道上でDNAシーケンシングを実行する生体分子シーケンサー、将来の宇宙船用途に向けた温度調節システムとしてテストされる相変化熱交換器、地球ベースの磁気浮上が微小重力条件を適切にシミュレートできるかどうかをテストするOsteoOmics実験、ヒト人工多能性幹細胞由来の心筋細胞を用いて、微小重力が人間の心臓に及ぼす影響を細胞レベルおよび分子レベルで調べるスタンフォード大学の心臓細胞実験などが含まれていた。

## 第1段の着陸

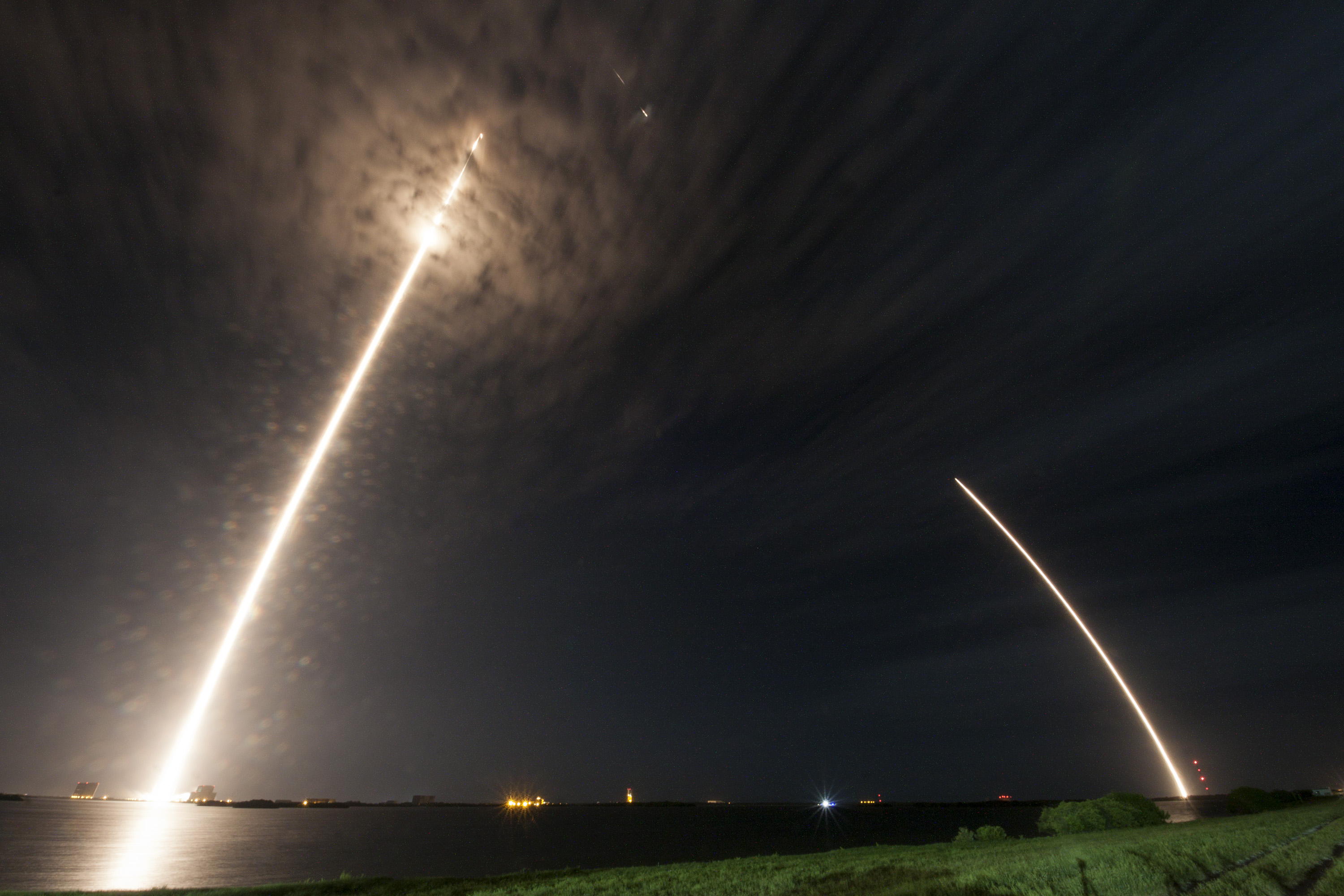
CRS-9の打ち上げおよび着陸の長時間露光画像

第2段との分離後、ロケットの第１段はブーストバック機動を行ない、2015年12月のファルコン9フライト20に続き、ケープ・カナベラルランディング・ゾーン1で2回目の陸上への着陸に成功した。

## External links
- ウィキメディア・コモンズには、スペースX CRS-9に関するカテゴリがあります。
- SpaceX CRS portal at NASA.gov
- Dragon spacecraft page at SpaceX.com

日本語
- 宇宙情報センター - JAXA

英語
- NASA - NASA
- www.astronautix.com
- NASA SpaceFlight.com
- 宇宙カレンダー (NASA JPL)
- www.spacearchive.info
- www.spaceflightnow.com
- Хроника освоения космоса （ロシア）